# Брумано
Брумано (італ. Brumano) — муніципалітет в Італії, у регіоні Ломбардія, провінція Бергамо.
Брумано розташоване на відстані близько 500 км на північний захід від Рима, 50 км на північний схід від Мілана, 22 км на північний захід від Бергамо.
Населення — 114 осіб (2014).
Щорічний фестиваль відбувається 16 серпня та 20 січня. Покровитель — святий Рох.

## Демографія
Населення за роками:

Станом на 1 січня 2023 року в муніципалітеті офіційно проживало 6 іноземців з 3 країн, серед них 3 громадяни країн Євросоюзу.

## Сусідні муніципалітети
- Ерве
- Фуїп'яно-Валле-Іманья
- Лекко
- Локателло
- Мортероне
- Рота-д'Іманья
- Вальсекка
- Ведезета